# Sakti (Distrikt)
Sakti ist ein Distrikt im indischen Bundesstaat Chhattisgarh.

## Geschichte
Der Distrikt wurde im August 2021 aus Teilen des Distrikts Janjgir-Champa geschaffen. Die vier im östlichen Teil des Distrikts Janjgir-Champa liegenden Subdistrikte Dabhra (437 km² mit 164.863 Einwohnern), Jaijaipur (451 km² mit 164.249 Einwohnern), Malkharoda (341 km² mit 147.447 Einwohnern) und Sakti (404 km² mit 176.477 Einwohnern) spalteten sich ab und wurden Teil des neuen Distrikts Sakti.

## Geografie
Der Distrikt Sakti liegt im Osten von Chhattisgarh. Der Distrikt grenzt im Norden an den Distrikt Korba, im Osten an den Distrikt Raigarh, im Süden an den Distrikt Sarangarh-Bilaigarh sowie im Westen an den Distrikt Janjgir-Champa. Die Fläche des Distrikts Sakti beträgt 1632,3 km².

## Bevölkerung
Nach der Volkszählung 2011 hat der Distrikt Sakti 653.036 Einwohner. Bei 400 Einwohnern pro Quadratkilometer ist der Distrikt sehr dicht besiedelt. Der Distrikt ist dennoch ländlich geprägt. Von den 653.036 Bewohnern wohnen 591.528 Personen (90,58 %) auf dem Land und 61.508 Menschen in städtischen Gemeinden.
Der Distrikt Sakti gehört zu den Gebieten Indiens, die stark von Angehörigen der „Stammesbevölkerung“ (scheduled tribes) besiedelt sind. Zu ihnen gehörten (2011) 109.387 Personen (16,75 Prozent der Distriktsbevölkerung). Es gibt zudem 159.388 Dalits (scheduled castes) (24,41 Prozent der Distriktsbevölkerung) im Distrikt.

### Bevölkerungsentwicklung
Wie überall in Indien wächst die Einwohnerzahl im Distrikt Sakti seit Jahrzehnten stark an. Eine Ausscheidung des heutigen Gebiets ist allerdings erst seit der Volkszählung 1991 möglich. Vorher gab es keine(n) Distrikt(e), der/die dem heutigen Gebiet entsprechen. Die Zunahme betrug in den Jahren 2001–2011 mehr als 25 Prozent (25,64 %). In diesen zehn Jahren nahm die Bevölkerung um mehr als 133.000 Menschen zu. Die Entwicklung verdeutlicht folgende Tabelle:

### Bedeutende Orte
Im Distrikt gibt es insgesamt laut der Volkszählung 2011 sechs Orte, die als Städte (towns und notified towns) gelten. Darunter ist mit Sakti allerdings nur ein Ort, der mehr als 10.000 Einwohner zählt.

### Bevölkerung des Distrikts nach Geschlecht
Der Distrikt hatte 2011 – für Indien unüblich – mehr weibliche als männliche Einwohner. Allerdings war das Verhältnis beider Geschlechter viel ausgeglichener als in anderen Regionen Indiens. Von der gesamten Einwohnerschaft von 653.036 Personen waren 325.862 männlichen und 327.174 (50,10 Prozent der Bevölkerung) weiblichen Geschlechts. Bei den jüngsten Bewohnern (84.993 Personen unter 7 Jahren) sind allerdings 43.669 Personen (51,38 %) männlichen und 41.324 Personen (48,62 %) weiblichen Geschlechts.

### Bevölkerung des Distrikts nach Sprachen
Die Bevölkerung des Distrikts ist sprachlich ziemlich einheitlich. Denn es sprechen 646.669 Personen (99,03 % der Bevölkerung) Hindi-Sprachen und Dialekte. Meistgesprochene Sprache ist Chhattisgarhi, eine Hindi-Sprache. Khari Boli/Hindi und Marwari (die beide zu Hindi gerechnet werden), die ebenso indoarische Sprache Odia sowie die drawidische Sprache Kurukh/Oraon sind Minderheitssprachen im Distrikt.
Chhattisgarhi dominiert in allen vier Subdistrikten mit hohen Bevölkerungsanteilen zwischen 89,16 % im Subdistrikt Sakti und 99,40 % im Subdistrikt Malkharoda. Im Subdistrikt Sakti hat Hindi mit einem Bevölkerungsanteil von 8,4 % seine Hochburg. Sonst gibt es nur kleinere Minderheitssprachen in den Subdistrikten. Die weitverbreitetsten Sprachen zeigt die folgende Tabelle:
| Jahr                                   | Chhattisgarhi | Chhattisgarhi | Hindi  | Hindi | Kurukh/Oraon | Kurukh/Oraon | Marwari | Marwari | Odia | Odia | Total   | Total    |
| Jahr                                   | Zahl          | %             | Zahl   | %     | Zahl         | %            | Zahl    | %       | Zahl | %    | Zahl    | %        |
| -------------------------------------- | ------------- | ------------- | ------ | ----- | ------------ | ------------ | ------- | ------- | ---- | ---- | ------- | -------- |
| 2011                                   | 626.765       | 95,98         | 17.766 | 2,72  | 2780         | 0,43         | 1430    | 0,22    | 1407 | 0,22 | 563.036 | 100,00 % |
| Quelle: Ergebnis der Volkszählung 2011 |               |               |        |       |              |              |         |         |      |      |         |          |

### Bevölkerung des Distrikts nach Bekenntnissen
Fast die gesamte Einwohnerschaft des Distrikts sind Hindus. Es gibt nur kleine religiöse Minderheiten, die in keinem Subdistrikt die Marke von 1 % oder mehr übertreffen. Die genaue religiöse Zusammensetzung der Bevölkerung zeigt folgende Tabelle:
| Jahr                                   | Buddhisten | Buddhisten | Christen | Christen | Hindus  | Hindus | Jainas | Jainas | Muslime | Muslime | Sikhs | Sikhs | Andere | Andere | keine Angaben | keine Angaben | Total   | Total    |
| Jahr                                   | Zahl       | %          | Zahl     | %        | Zahl    | %      | Zahl   | %      | Zahl    | %       | Zahl  | %     | Zahl   | %      | Zahl          | %             | Zahl    | %        |
| -------------------------------------- | ---------- | ---------- | -------- | -------- | ------- | ------ | ------ | ------ | ------- | ------- | ----- | ----- | ------ | ------ | ------------- | ------------- | ------- | -------- |
| 2011                                   | 345        | 0,05       | 506      | 0,08     | 645.539 | 98,85  | 30     | 0,00   | 4100    | 0,63    | 155   | 0,02  | 1946   | 0,30   | 415           | 0,06          | 563.036 | 100,00 % |
| Quelle: Ergebnis der Volkszählung 2011 |            |            |          |          |         |        |        |        |         |         |       |       |        |        |               |               |         |          |

## Bildung
Dank bedeutender Anstrengungen steigt die Alphabetisierung. Die Alphabetisierung der männlichen Landbevölkerung erreicht relativ hohe Werte. Typisch für indische Verhältnisse sind die starken Unterschiede zwischen den Geschlechtern sowie Stadt und Land.
| Alphabetisierung im Distrikt Sakti                                           |                   |                   |
| Einheit                                                                      | Volkszählung 2011 | Volkszählung 2011 |
| Einheit                                                                      | Anzahl            | Anteil            |
| GESAMT                                                                       | 403.310           | 71,00 %           |
| Männer                                                                       | 232.844           | 82,51 %           |
| Frauen                                                                       | 170.466           | 59,63 %           |
| STADT GESAMT                                                                 | 42.796            | 79,63 %           |
| Stadt-Männer                                                                 | 23.825            | 88,45 %           |
| Stadt-Frauen                                                                 | 18.971            | 70,77 %           |
| LAND GESAMT                                                                  | 360.514           | 70,10 %           |
| Land-Männer                                                                  | 209.019           | 81,89 %           |
| Land-Frauen                                                                  | 151.495           | 58,48 %           |
| Quelle: Ergebnis der Volkszählung 2011, District Census Handbook, Tabelle 20 |                   |                   |

## Verwaltungsgliederung
Der Distrikt war bei der letzten Volkszählung 2011 in die vier Tehsils (Talukas) Dabhra, Jajaipur, Malkharoda und Sakti aufgeteilt und gehörte noch zum Distrikt Janjgir-Champa in der Division Bilaspur.